# Vena ilíaca común
En anatomía humana la vena iliaca común es una vena que surge de la unión entre la vena ilíaca externa y la vena ilíaca interna. Existen dos venas iliacas comunes, una de ellas recoge la sangre procedente del miembro inferior izquierdo y la otra del derecho. Ambas se unen para dar origen a la vena cava inferior.